# Театрі
«Театрі» (груз. თეატრი) — грузинська щотижнева художньо-літературна газета. Перше театральне видання грузинською мовою (1885—1891). 
Засновником, видавцем і першим редактором (14 липня 1885 — 8 червня 1886 і 28 вересня 1886 — 15 лютого 1887) був актор Васо Абашидзе. У наступні роки газету редагували В. Гунія (15 січня 1886 — 21 вересня 1886), Олександр Небієрідзе (1887, 22 березня — 1891, 20 березня). Перший номер вийшов 14 липня 1855 року. Всього вийшло 185 номерів. У «Театрі» друкувалися статті В. Абашидзе, В. Гунія, Давіт Кезел (пом. Сослані), І. Джаянашвілі та інших про майстерність актора, режисера, історію грузинського театру, театри сусідніх країн. Рецензії на вистави, п'єси, оповідання, вірші та інше публікували Акакій Церетелі, Важа-Пшавела, Шио Кучукашвілі (Мгвімелі), Антон Фурцеладзе, Олександр Казбегі та інші. Друкувалися також публіцистичні листи з суспільно-політичних і культурних питань Грузії. «Театрі» була першою ілюстрованою газетою, в якій співпрацювали художники Олександр Берідзе, Григол Татішвілі та інші.
Грузинський поет, перекладач і громадський діяч, один з перших перекладачів Тараса Шевченка грузинською мовою Мамія Гурієлі (1836—1891) опублікував у газеті «Театрі» (1866, № 38) переклад поезії Шевченка «Минають дні, минають ночі».